# مدفن کرم‌های شب‌تاب (داستان کوتاه)
«مدفن کرم‌های شب‌تاب» (ژاپنی: 火垂るの墓) یک داستان کوتاه از آکیوکی نوساکا است. این شبه‌خودزندگی‌نامه با هدف عذرخواهی شخصی نویسنده از کیکو، خواهر کوچکترش که طی جنگ جهانی دوم به دلیل سوءتغذیه درگذشت نگاشته شده است. این کتاب با همین عنوان در سال 1401 توسط «مجید گلی» به زبان فارسی ترجمه شده است.